# Golgis senorgan

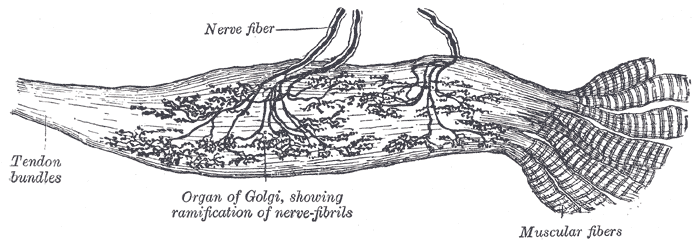
Golgis senorgan.
Illustration: Gray's Anatomy, 1918. (PD)

Golgis senorgan, golgiorgan, golgikropp eller diktyosom är en känselreceptor som sitter i övergången mellan muskel och sena, och skickar information till centrala nervsystemet om senans belastning. 
Detta är en sorts receptor som sitter invävd mellan sentrådarna i övergången mellan muskel och sena. När belastningen i muskeln ökar kommer receptorerna att klämmas åt. Om belastningen blir för hög kommer afferenta signaler gå till ryggmärgen där de via inhibitoriska interneuron skickar signaler tillbaka till muskeln vilket får den att slappna av. Ju mer den nervtrådarna pressas ihop desto starkare blir signalen. Genom detta skyddas senan mot en översträckning vilket kanske hade fått den att brista.